# Датч
«Датч» (англ. Dutch), випущений за межами США як «Він зведе мене з розуму» (англ. Driving Me Crazy) — американська мелодрама з елементами комедії 1991 року.

## Сюжет
На шикарній вечірці багатий чоловік Рід Стендіш повідомляє колишній дружині Наталі Стендіш, що йому доведеться порушити свої плани на День подяки з їхнім сином Дойлом через несподіване відрядження до Лондона.
Наталі дзвонить Дойлу в його приватну школу в Джорджії і запрошує його додому на День подяки, але Дойл відмовляється від пропозиції, звинувачуючи в розлученні виключно свою матір. Датч Дулі, щоб розвинути свої стосунки з Наталі і познайомитися з сином своєї дівчини, зголосився поїхати до Джорджії та повернути Дойла до Чикаго на свята.

## У ролях
| Актор                 | Роль           |
| --------------------- | -------------- |
| Ед О'Нілл             | Датч Дулі      |
| Ітан Ембрі            | Дойл Стендіш   |
| Джобет Вільямс        | Наталі Стендіш |
| Крістофер Мак-Дональд | Рід Стендіш    |
| Елізабет Дейлі        | Гейлі          |
| Арі Меєрс             | Брок           |
| Л. Скотт Колдуелл     | бездомна жінка |

## Критика
Фільм був погано сприйнятий критиками і став провальним в кінопрокаті.
1991 року Ітан Ембрі за роль Дойла Стендіша отримав премію молодому актору Young Artist Award за найкращу головну чоловічу роль.